# Сатана
Сатана́ (от ассир. ܣܵܛܵܢܵܐ са́тана, ивр. שָׂטָן‎ сата́н, др.-греч. σατανα сатана́, арам. סטנא сатана́, араб. شيطان‎ шайта́н, геэз śayṭān — «сатан(а); противник; клеветник», от сев.-зап.-семитск. корня *śṭn «сатан» букв. «быть враждебным», «обвинение») в религиозных представлениях авраамических религий — главный противник небесных сил на земле и в небе.

## Образ Сатаны в Библии

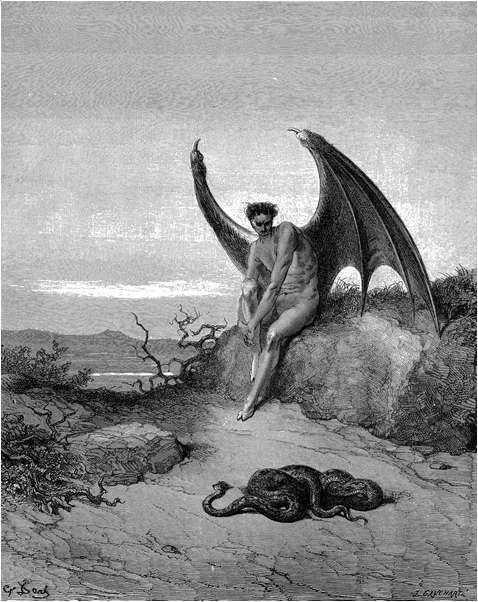
Сатана и змей, впоследствии искусивший Еву. Иллюстрация Гюстава Доре.

### В Ветхом Завете
В Ветхом Завете слово «сатан» часто используется в прямом своём значении — как «противник» или «клеветник» — и относится к людям. Исключение, вероятно, составляет книга Паралипоменон.
В отношении ангела самое первое упоминание в Библии появляется в книге Чисел, где слово употребляется в значении «препятствующий».
«Сатана» как имя определённого ангела впервые появляется в книге пророка Захарии, где Сатана выступает обвинителем на небесном суде.
Согласно христианской традиции считается, что Сатана впервые появляется на страницах Библии в книге Бытие в образе змея, обольстившего Еву соблазном вкусить запретного плода с Древа Познания добра и зла, в результате чего Ева и Адам согрешили гордыней и были из рая изгнаны, и обречены добывать хлеб свой в поте лица трудом тяжким. Как часть Божьего наказания за это, все обычные змеи вынуждены «ходить на чреве» и питаться «прахом земным».
Библия описывает Сатану также в образе Левиафана. Здесь он — огромное морское существо или летающий дракон.
В ряде книг Ветхого Завета Сатаной называется ангел, испытывающий веру праведника. В книге Иова Сатана подвергает сомнению праведность Иова и предлагает Господу испытать его. Сатана явно подчинён Богу и является одним из его слуг (бней Ха-Элохим — «сынов Божьих», в древнегреческой версии — ангелов) и не может действовать без его позволения. Он может предводительствовать народами и низводить огонь на Землю, а также влиять на атмосферные явления, насылать болезни.
В христианской традиции к Сатане относят пророчество Исаии о царе Вавилона. Он был сотворён как ангел, но возгордившись и пожелав быть равным Богу, был низвержен на землю, став после падения «князем тьмы», отцом лжи, человекоубийцей — предводителем мятежа против Бога. Из пророчества Исаии взято «ангельское» имя Сатаны — הילל, переводимое как «светоносный» (лат. Lucifer). Многие богословы (несмотря на то, что слово Господне для Иезекиля было адресовано царю Тира) относят к Сатане также отрывок из Книги пророка Иезекииля:

Ты находился в Едеме, в саду Божием; твои одежды были украшены всякими драгоценными камнями; рубин, топаз и алмаз, хризолит, оникс, яспис, сапфир, карбункул и изумруд и золото, все, искусно усаженное у тебя в гнездышках и нанизанное на тебе, приготовлено было в день сотворения твоего. Ты был помазанным херувимом, чтобы осенять, и Я поставил тебя на то; ты был на святой горе Божией, ходил среди огнистых камней. Ты совершен был в путях твоих со дня сотворения твоего, доколе не нашлось в тебе беззакония.
— Иез. 28:13—15

### В Новом Завете
Иисус видел падение Сатаны: «Он же сказал им: Я видел сатану, спадшего с неба, как молнию».
Апостол Павел утверждает, что Сатана принимает вид Ангела света.
В Откровении Иоанна Богослова описывается «большой красный дракон с семью головами и десятью рогами, и на головах его семь диадем», про которого утверждается что «он есть дьявол и сатана». Вслед за ним последует часть ангелов, называющихся в Библии «нечистыми духами» или «ангелами сатаны». Будет низвержен на землю в битве с архангелом Михаилом, после того как Сатана попытается съесть младенца, который должен стать пастырем народов.
Иисус Христос полностью и окончательно победил Сатану, взяв на себя грехи людей, умерши за них и воскресши из мёртвых. Библия описывает людей на земле, верующих в Иисуса Христа, победителями Сатаны:

И услышал я громкий голос, говорящий на небе: ныне настало спасение и сила и царство Бога нашего и власть Христа Его, потому что низвержен клеветник братий наших, клеветавший на них пред Богом нашим день и ночь. Они победили его кровию Агнца и словом свидетельства своего, и не возлюбили души своей даже до смерти. Итак веселитесь, небеса и обитающие на них! Горе живущим на земле и на море! потому что к вам сошёл диавол в сильной ярости, зная, что немного ему остаётся времени.
— Отк. 12:10—12
В Судный день Сатана сразится с Ангелом, владеющим ключом от бездны, после чего будет скован и низвергнут в бездну на тысячу лет. Через тысячу лет он будет освобождён на короткое время и после второй битвы навечно будет ввержен в «озеро огненное и серное».

## Распространённые имена и синонимы

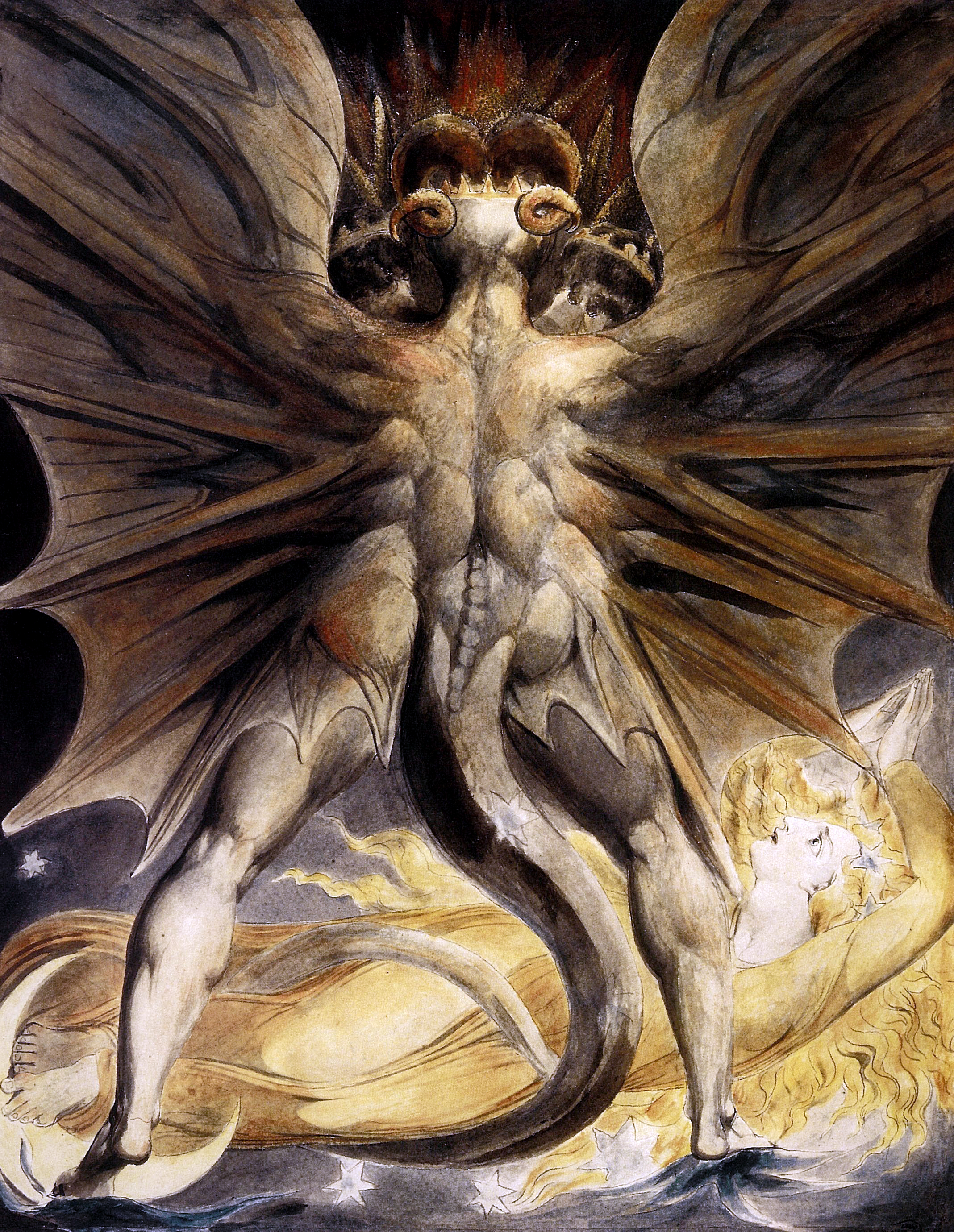
«Большой красный Дракон и Жена, одетая в Солнце» (The Great Red Dragon and the Woman Clothed in Sun). Иллюстрация к Апокалипсису (откровению Иоанна Богослова). Большой красный дракон Апокалипсиса соответствует Сатане. Жена — христианской церкви. Акварель Уильяма Блейка.

### Имена Сатаны в Библии
Сатана имеет в русском переводе Библии следующие имена:
- Дьявол[44] (др.-греч. διάβολος — лукавый, клеветник[5][45]).
- Вельзевул[2][3] (ивр. בעל זבוב‎, Вельзевул, Баальзвув, Баал-Зебуб — «Повелитель мух») — имя одного из ханаанейских божеств, упоминающегося в Ветхом Завете. В период написания Нового Завета было одним из принятых имён Сатаны в иудаизме[46].

#### Эпитеты
- Люцифер (лат. Lucifer — «светоносец, сын зари, несущий свет»). Как эпитет Сатаны стал использоваться со Средневековья[47]. В переводе на русский — «денница», в оригинале — «хейлель» (утренняя звезда)[48].
- Дракон[49], Большой Красный Дракон[50], Великий Дракон[51]
- Древний змий[52]
- Жестокий ангел[53]
- Злой ангел[54]
- Злой дух от Бога[55]
- Искуситель[56]
- Князь бесовской[57]
- Князь мира сего[58]
- Лживый дух[59]
- Лукавый[60]
- Отец лжи[61]
- Человекоубийца от начала[61]

### Другие популярные синонимы
- Мефистофель — дьявол в германской повести «Фауст» XVI века, заключивший договор с человеком.
- Воланд — имя дьявола, происходящее или от имени древне-скандинавского бога-кузнеца Велунда, или от имени Фаланд, встречающегося в старинной немецкой литературе. М. А. Булгаков позаимствовал его имя из трагедии И. В. Гёте «Фауст», в которой Мефистофель просит нечистую силу расступиться: «Дворянин Воланд идёт!»

## Трактовки

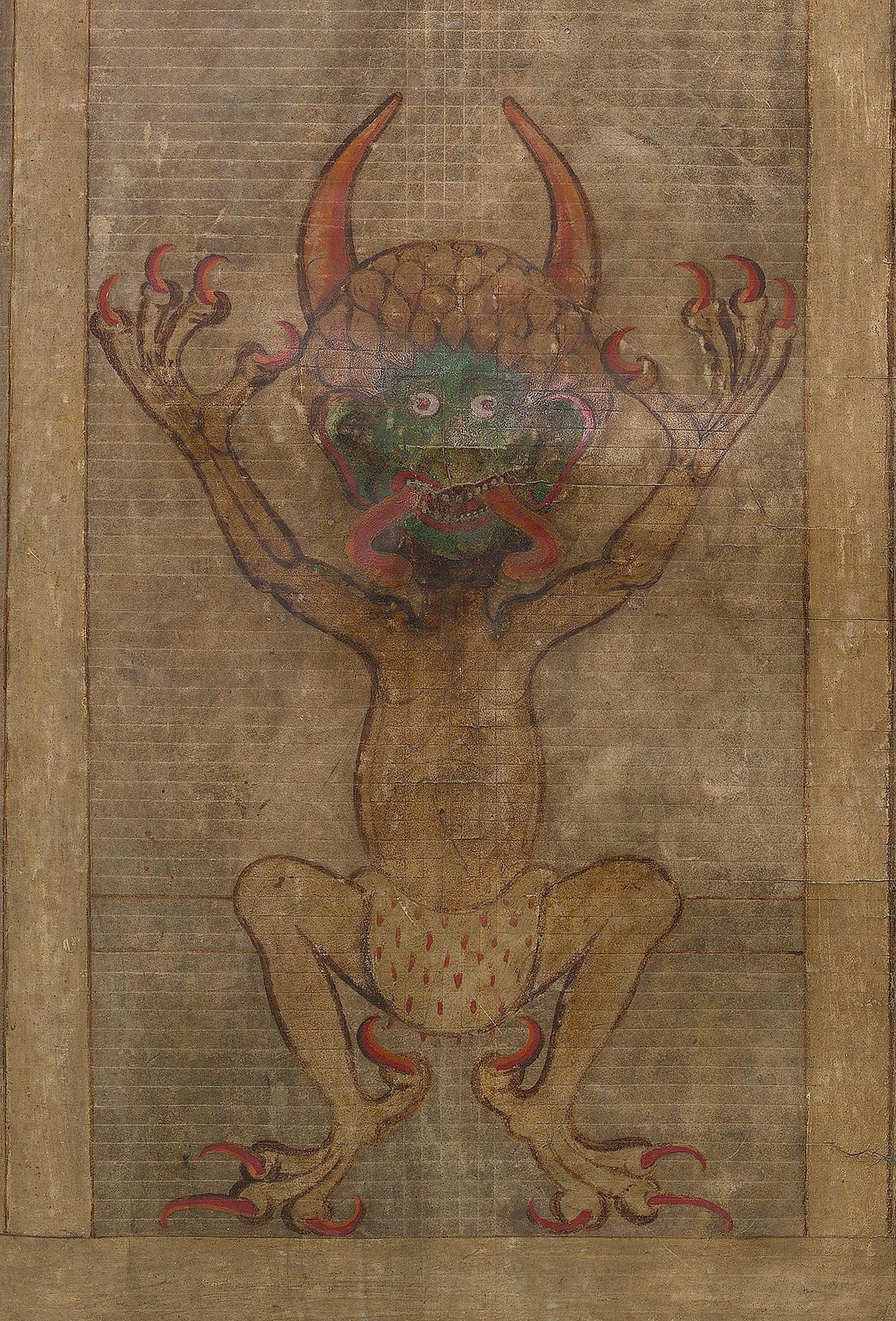
Изображение Дьявола на лицевой стороне листа 290 Гигантского кодекса, относящегося к началу XIII века.

### В иудаизме
Согласно представлениям иудаизма, Сатана не является силой, равной Богу, не выступает соперником Бога и не может действовать без Его позволения. Сатана — это ангел-обвинитель, который служит Всевышнему в этом качестве и, как все ангелы, не имеет свободы воли. Творец позволяет Сатане действовать в мире с тем, чтобы у человека был выбор между добром и злом.
В литературе таннаев Сатана упоминается не часто, и почти всюду он выступает лишь как безличная сила зла. В период амораев Сатана, однако, стал играть более заметную роль в Талмуде и Мидраше. Он часто именуется Самаэль. Сатана отождествляется с дурными наклонностями и с ангелом смерти, но часто наделяется собственной индивидуальностью.
В средневековой каббалистической молитве Ана бе-коах, составленной из 7 строк, во второй строке начальные буквы всех 6 слов представляют собой акростих «разорви (прокляни) Сатану!» (קרע שטנ‎), во фразе, в которой Бог назван «Устрашающим».

### В христианстве

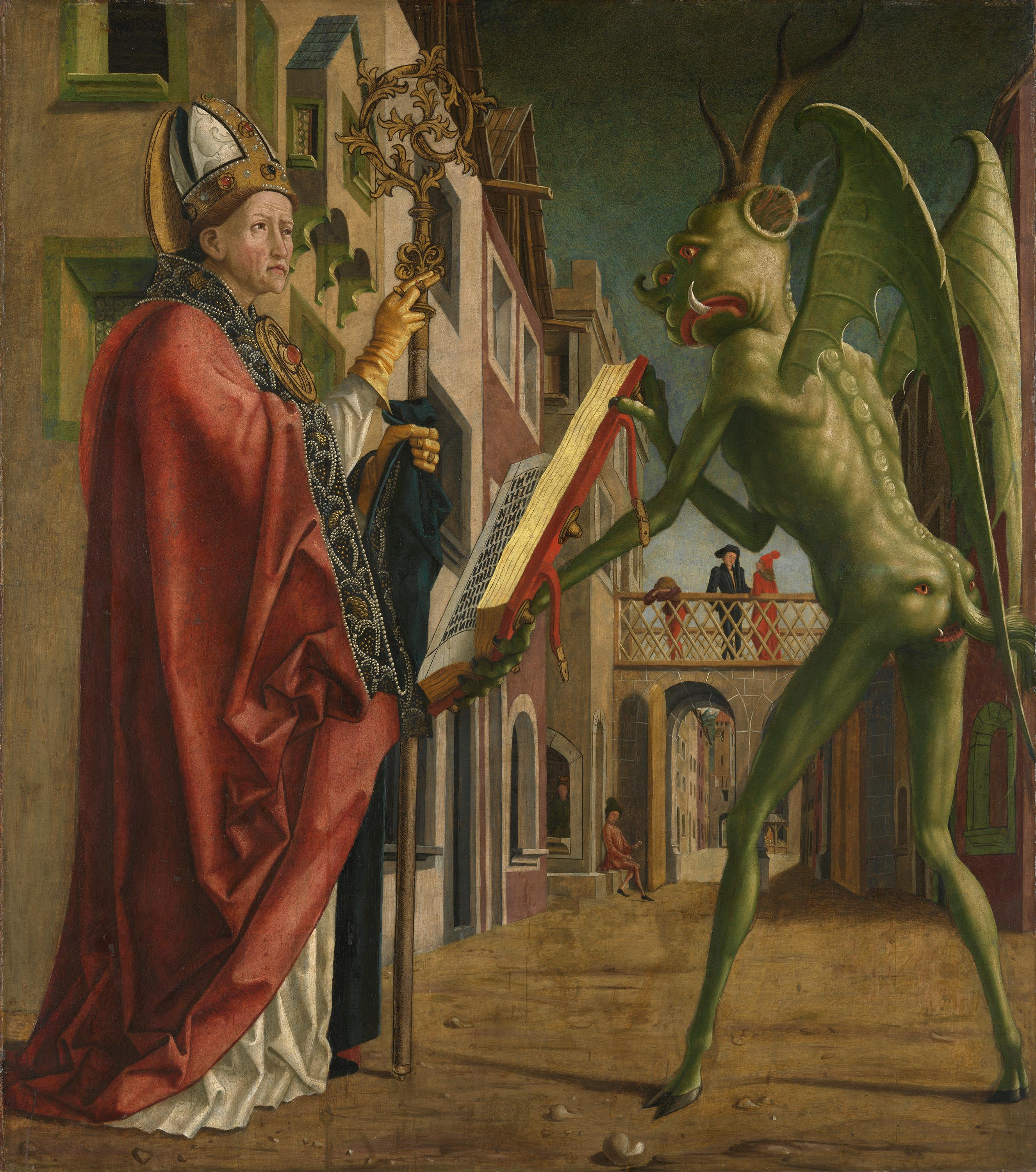
Отец церкви Августин и Сатана. Правая внешняя створка Алтаря отцов церкви. 1471-75. Старая пинакотека. Мюнхен

Христианство считает грехом и безумием любое обращение к Сатане в колдовстве и гаданиях. Церковный тропарь христианским мученикам подчёркивает немощь дерзостей демонов.
Отречение от Сатаны входит в православный и католический чин крещения.

### В исламе
Иблис — умнейший джинн, который за свои познания был вознесён милостью Всевышнего до уровня ангелов и стал вхож в их круг. Он был верующим, но ослушался Аллаха, не подчинившись Его приказу, за что был проклят навечно:

И сказали Мы ангелам: «Поклонитесь Адаму! [Отдайте ему дань уважения как новому, доселе не существовавшему творению Аллаха]». Поклонились все, кроме [джинна] Иблиса (Сатаны), он воспротивился, отказался, посчитал себя важным, возгордился и стал одним из безбожников, [отвергнувших дары Всевышнего и проявивших непокорность Ему].
— Св. Коран, 2:34

### В сатанизме
Сатанист Антон Лавей (основатель авторского сатанизма) говорил: «Сатана — проявление тёмных сторон человеческой натуры. В каждом из нас сидит сатана. Задача состоит в том, чтобы познать и выявить его. Сатанинское начало заключено в людях, — главное и наиболее могущественное. Им надо гордиться, а не тяготиться. Его надо культивировать, что мы и делаем в нашем храме с помощью различных магических заклинаний».
Религиовед Джеймс Льюис считает, что «подавляющее число сатанистов» обозначают Сатану именно в качестве символа, архетипического образа, неперсонализированную природную силу (ср. равновесный принцип Лавея) или какой-либо иной «антитеистический» концепт.

### В психологии
Сатана может восприниматься как архетип. К. Г. Юнг связывает такое восприятие Сатаны с нижней частью личности и как образ коллективного бессознательного.
Часто у тех, кого называли «одержимым демонами», наблюдались типичные симптомы неврологических заболеваний и/или психических расстройств; бредовая убеждённость в собственной одержимости демонами чаще встречается у лиц с шизофренией.

## Сатана в искусстве

### Образ Сатаны

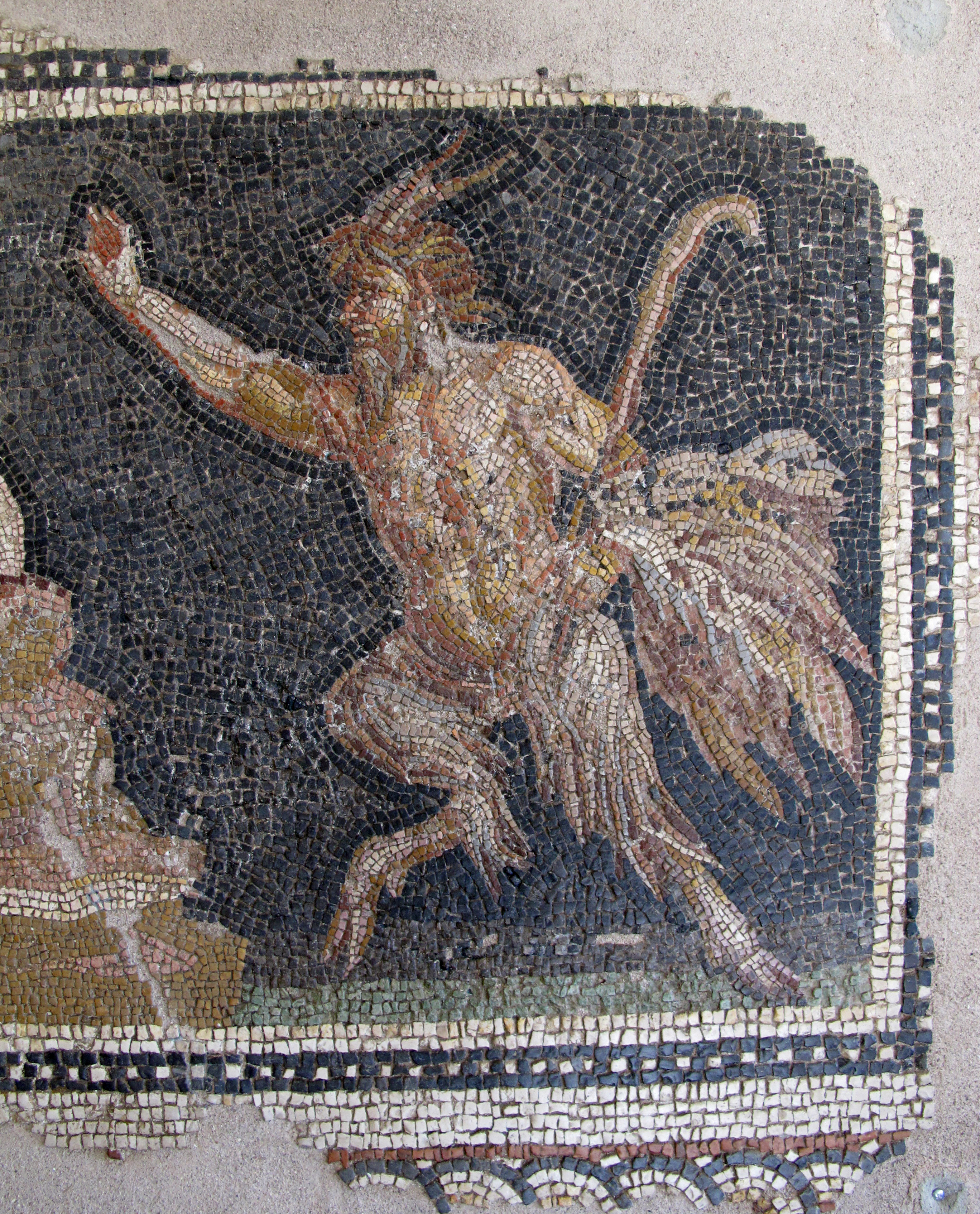
Римская мозаика с изображением рогатого Пана с козьими ногами, держащего пастуший посох.

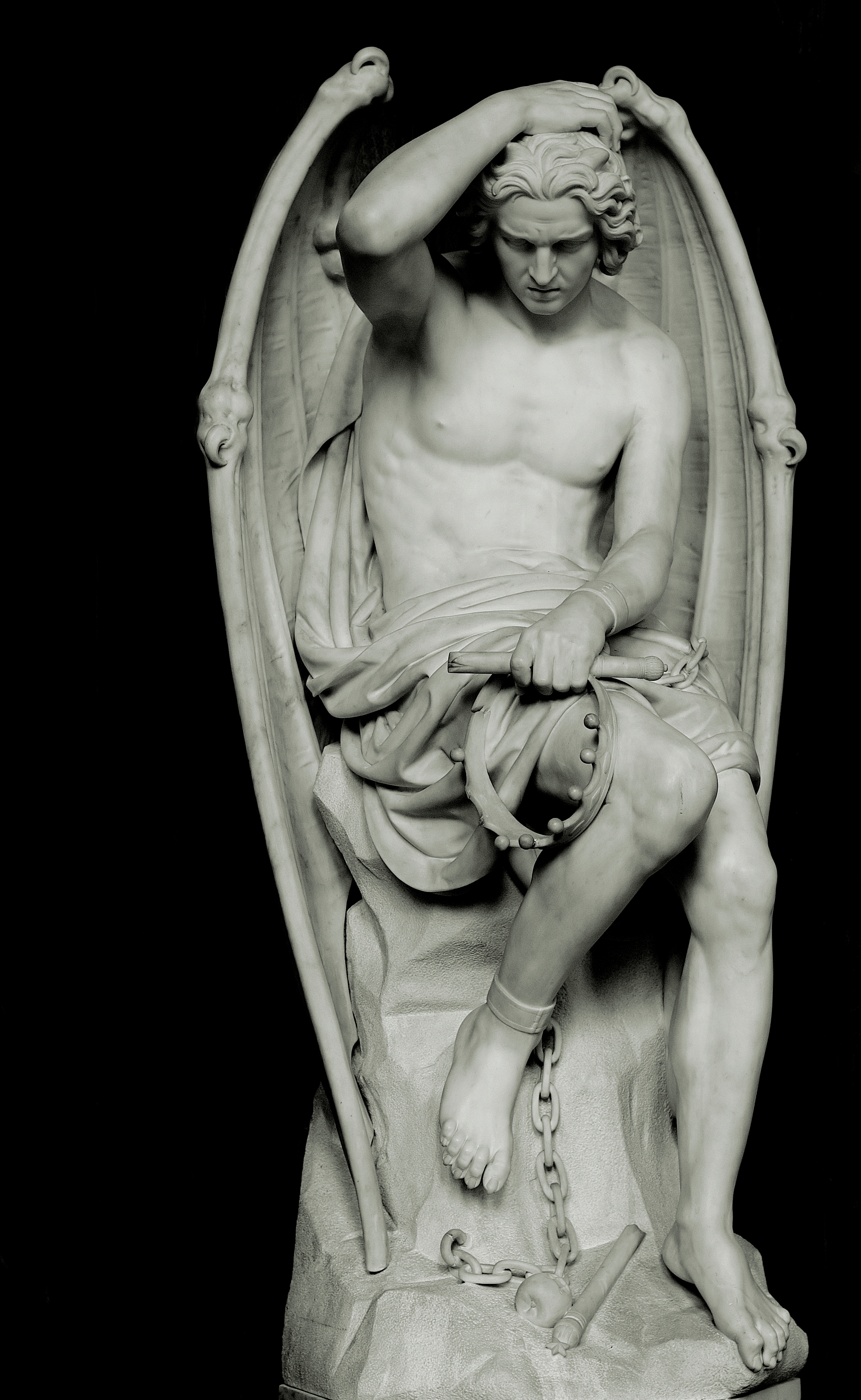
Скульптура «Гений зла» (также «Люцифер») 1848 года Гийома Гефса. Льежский собор (Бельгия).

Изображение Сатаны не описано в Библии или в ранних христианских писаниях, а также нет его отображения в раннехристианском искусстве. Первое изображение дьявола появилось на мозаике в базилике Сант-Аполлинаре-Нуово (Италия) VI века: по левую руку от Христа, позади трёх козлов нарисован синим цветом ангел, а по правую — ангел красным цветом, перед тремя овцами. С IX века изображения Сатаны стали более распространёнными. Обычно он рисовался с копытами, волосатыми ногами, хвостом козла, заострёнными ушами, бородой, приплюснутым носом и двумя рогами. Сатана мог ассоциироваться с козлом из-за «Притчи от овцах и козлах» (от Матфея 25:31-46), в которой рассказывается, что Иисус разделил овец (обозначающих спасённых) и козлов (обозначающих проклятых), а затем козлы были брошены в ад с дьяволом и его ангелами.
Средневековые христиане приспосабливали ранее существовавшую языческую иконографию к изображениям христианских образов. Большинство элементов иконографии Сатаны восходят к античным изображениям Пана, козлоногому богу плодородия в греческой мифологии. Раннехристианские писатели, как Иероним Стридонский, соотносили греческих сатиров и римских фавнов, схожих с Паном, с демонами. Дьявольские вилы заимствованы от трезубца греческого бога морей Посейдона, а огненные волосы, вероятно, от египетского бога Беса. С Высокого Средневековья Сатана и дьявол регулярно появляются в христианских произведениях: скульптурах, картинах, на соборах. Обычно он представлен нагим, но его гениталии скрывались в густой шерсти. Итальянские фрески позднего Средневековья и позже нередко изображают Сатану, закованного в цепи в аду и поедающего грешников. Средневековые описания образа Сатаны чрезвычайно детальны, наделяя его исполинскими размерами, смешением антропоморфных и животных черт и т. д. Пасть Сатаны часто отождествлялась со входом в ад, так что войти в ад означало быть сожранным им. Как отсылка к змею-искусителю в Эдемском саду, Сатана также мог изображаться в виде змеи с женской головой, торсом, руками и ногами.
В иконописи существует композиция «Падение денницы», основанная на 14-й главе книги пророка Исаии. В этой композиции показаны ангелы в различных стадиях преображения в демонов и собственно Люцифер (денница), в данном случае естественно отождествляемый с Сатаной.
Изображение Сатаны в современной популярной культуре показывает его нередко в виде хорошо одетого джентльмена с маленькими рожками и хвостом, что отсылает к изображению Мефистофеля из опер «Осуждение Фауста» (1846), Гектора Берлиоза, «Мефистофель» (1868) Арриго Бойто, «Фауст» (1859) Шарля Гуно.

### В пропаганде
Образ Сатаны или дьявола нередко использовался в пропаганде. В эпоху религиозных войн католики и гугеноты выставляли друг друга порождениями или последователями дьявола. Например, на карикатуре Эрхарда Шёна «Волынка дьявола» (1530-е годы) звероподобный Сатана играет на богослове Мартине Лютере, как на волынке. Приёмы, которые в Средневековье и раннее Новое время использовались для демонизации религиозных оппонентов, со временем превратились в политический инструмент широкого профиля, утратив связь с демонологией и превратившись в визуальные клише. Например, в 1814 году английский карикатурист Томас Роулендсон перенёс насмешливое прозвание римского папы с английской сатиры XVII века на Наполеона, создав карикатуру «Дьявольский любимчик» (The Devil’s Darling).

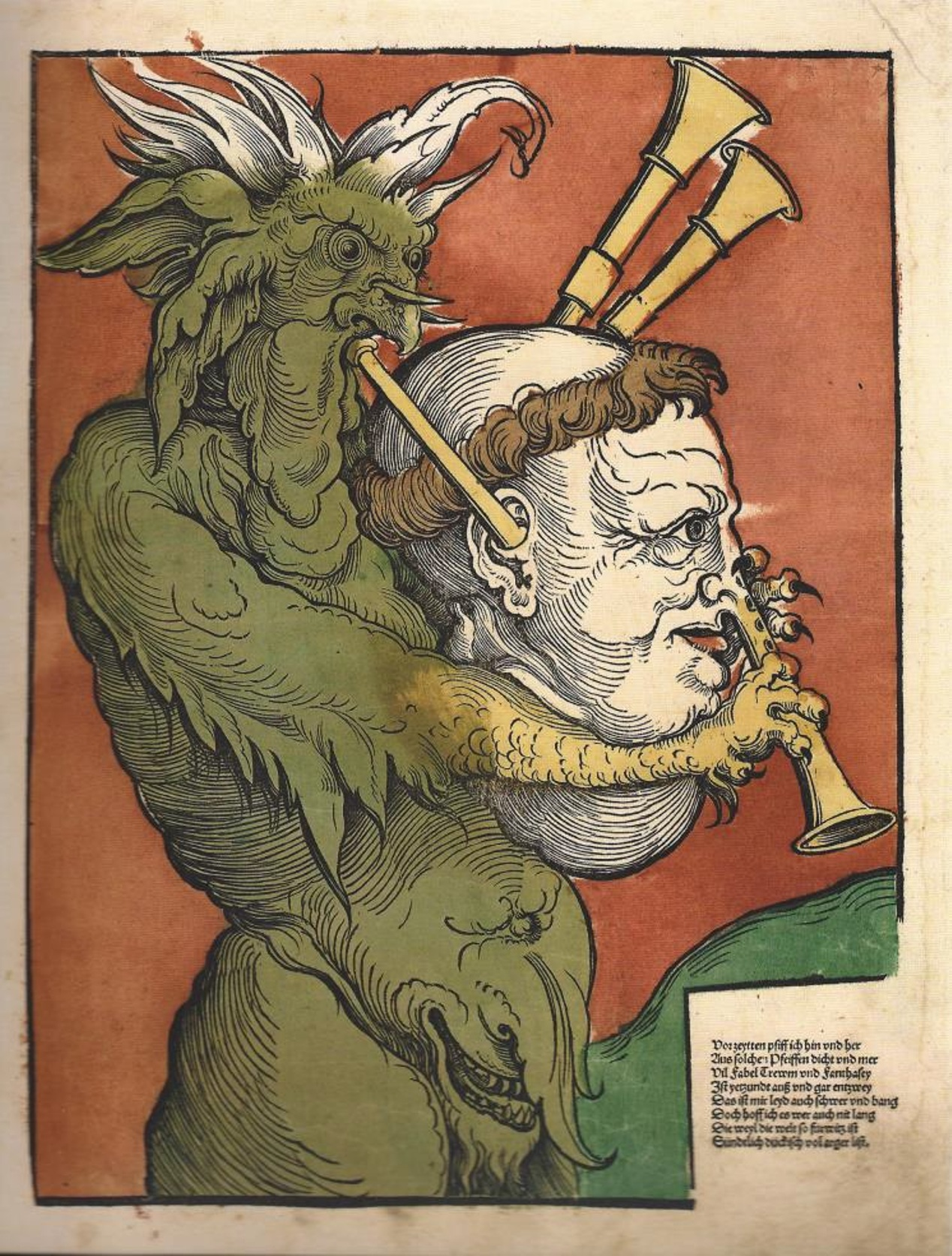
«Волынка дьявола» (1530-е годы) Эрхарда Шёна.
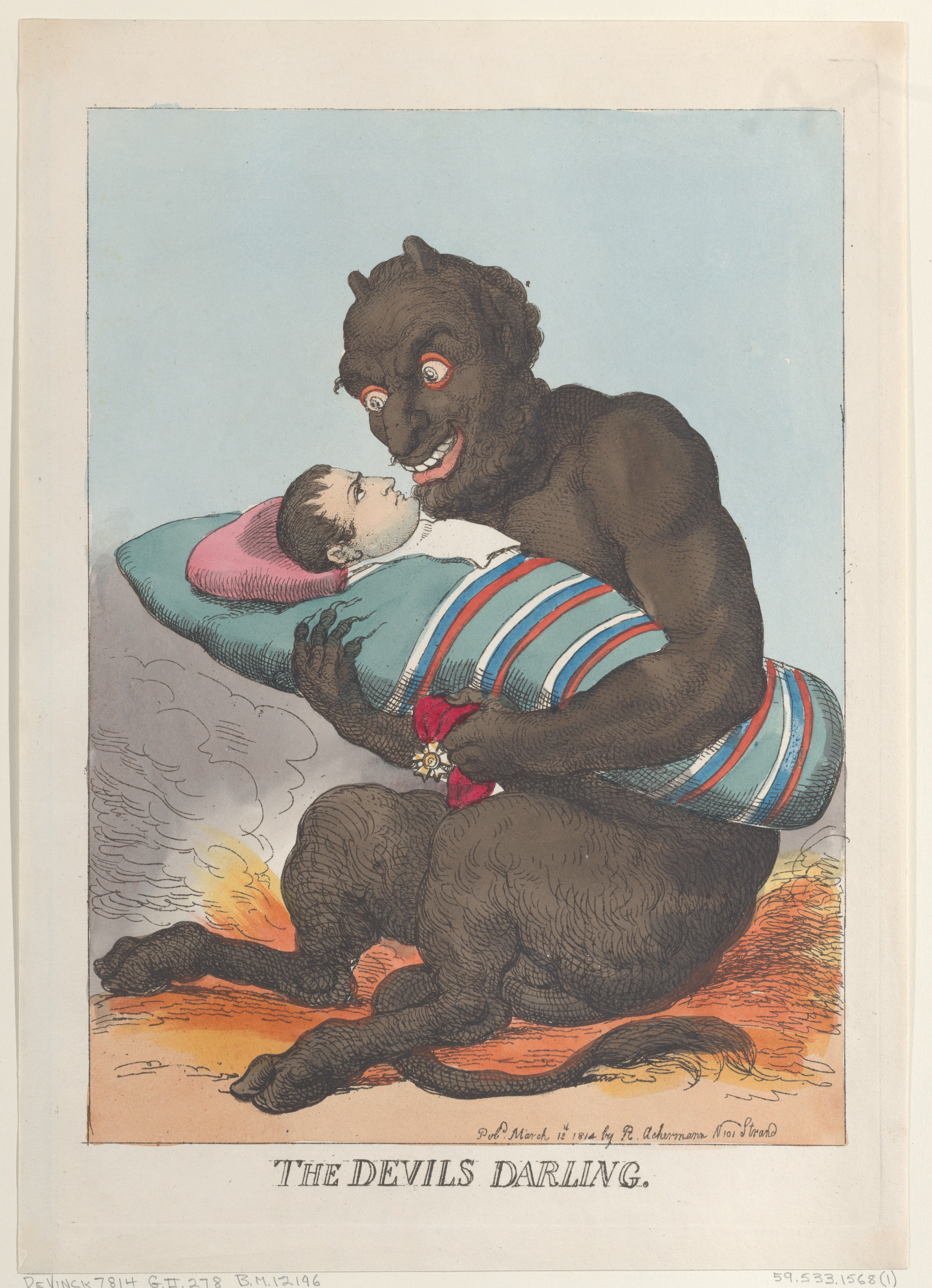
Карикатура на Наполеона «Дьявольский любимчик» (1814) Томаса Роулендсона.
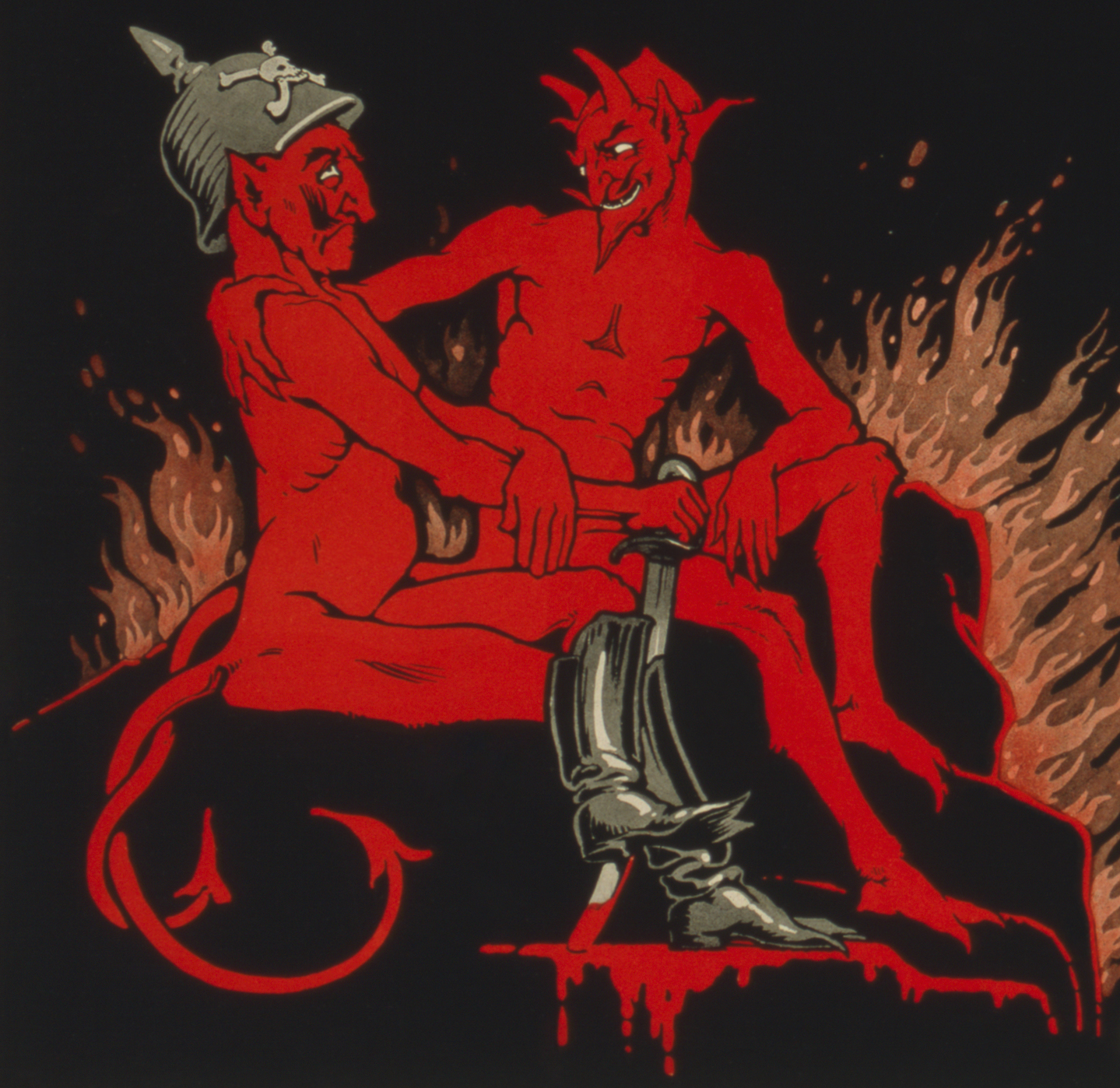
Фрагмент пропагандистского плаката США периода I Мировой войны, изображающий кайзера Вильгельма II в виде дьявола (ок. 1918).

### В литературе
В «Божественной комедии» Данте («Ад», XXXIV) Сатана — гигантских размеров падший ангел с ужасающей внешностью: у него шесть крыльев летучей мыши и три лица, красное, бело-жёлтое и «как у пришедших с водопадов Нила» (комментарии в конце книги обозначают цвет, как цвет кожи эфиопа). Его зубы терзают Иуду Искариота — предателя Христа, и Брута с Кассием — убийц Гая Юлия Цезаря, знаменитого римского правителя, выдающегося полководца и писателя.
Напротив, Дж. Мильтон в «Потерянном рае» придаёт образу Сатаны мрачное величие, делающее его пригодным для роли эпического героя.

Отрывок из речи Сатаны в «Потерянном раю»:
«…А я пущусь в полёт, за берега
Бесформенного мрака, чтобы всех
Освободить. Попытку предприму
Один; опасный этот шаг никто
Со мною не разделит!» Кончив речь,

Монарх поднялся, наложив запрет на возраженья…
Мильтон в «Потерянном рае» также описывает Хаос как третью силу, не связанную с восставшими ангелами и дружественную Сатане. Сатана также обращается к Ночи, как к «Несозданной».
В этом же направлении идёт трагическая поэма нидерландского поэта Йоста ван ден Вондела «Люцифер», герой которой умеет быть импозантным в своём тщеславии и рассуждает о необходимости исправить ошибку Ягве на пользу самому Ягве.
В поэме Дж. Г. Байрона «Каин» главный герой, Каин, является единомышленником и соратником Люцифера-Сатаны в битве против творца мира. Люцифер здесь положительный герой, благосклонный к человеку, поскольку его бунт и бунт людей сродни друг другу. Люцифер ведёт Каина по «безднам пространства». Каин следует за ним, чтоб уйти от ужаса земной жизни и там познать средство для преодоления этого ужаса. Но оказывается, что весь его земной опыт — «блаженнейший эдем» во всей его невинности в сравнении с тем, что ему в «безднах пространства» предстоит скоро постичь. Истина есть знание зла, и потому счастье со знанием несовместимо. Перед человеком выбор: или верить и спастись или сомневаться и погибнуть. Верить Каину больше не дано, он сомневается и познаёт.
Только после романтизма (Дж. Байрон, М. Ю. Лермонтов и др.), в струе либерализма и антиклерикализма, образ Сатаны как вольнолюбивого мятежника может стать однозначно положительным героем, обретая черты древнегреческого божества: «К Сатане» Карддучи, «Люцифер» Марио Раписарди, «Литания Сатане» Ш. Бодлера.
Для А. Франса, как наследника этой традиции, уже аксиоматично что Сатана — идеал, и он играет этой аксиомой в «Восстании ангелов», доказывая, что Бога следует уничтожать в себе, «ибо мы не понимали, что победа — дух и, что в нас, и только в нас самих, должны мы побороть и уничтожить Иалдаваофа».
М. А. Булгаков в «Мастере и Маргарите» изображает Дьявола свидетелем евангельских событий, излагающим их как «Евангелие от себя», при этом Иисус («Иешуа») выступает как нищий философ-мечтатель, лишённый божественной глубины. Поведение свиты Воланда (страх креста, петушиного крика и т. д.) выдаёт лукавый характер дьявольского повествования — таким образом, Булгаков пародирует представления «Исторической школы» в библеистике. Воланд — ироничный критик современной Булгакову реальности, окружённый свитой демонов и насмехающийся над человечеством. Балу у Воланда также посвящён немалый отрывок романа.
В пьесе Гусейна Джавида «Иблис» Сатана является воплощением зла, которое гнездится в самом человеке. Согласно Джавиду, если мир полон измен, предательств и преступлений, то в этом повинна порочная натура человека, его дьявольская природа.

### В музыке

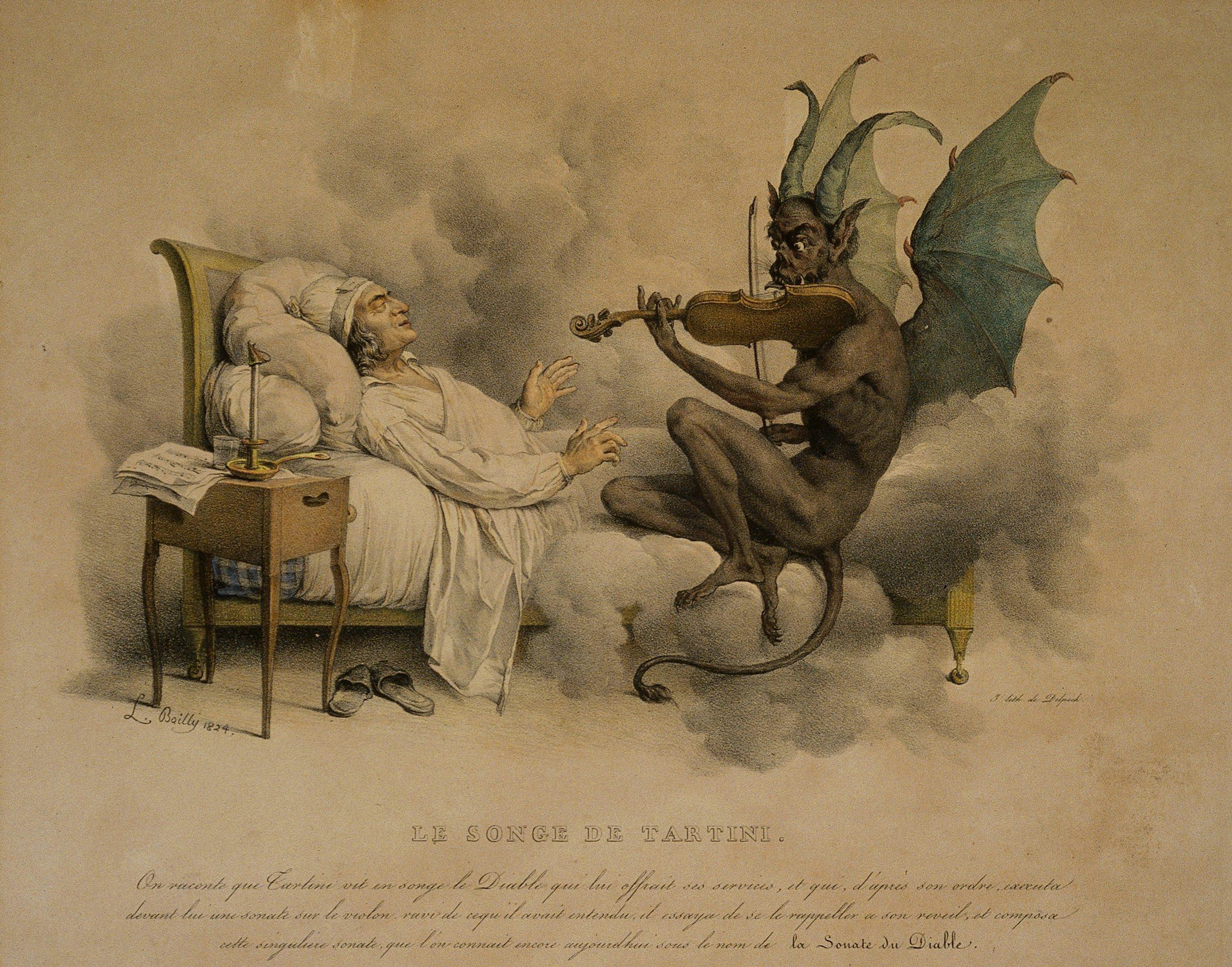
«Сон Тартини» (1824), литография Л. Буальи

Отсылки к Сатане в музыке берут начало в Средневековье. Джузеппе Тартини написал свою наиболее известную «Дьявольскую сонату», увидев во сне, как дьявол играл её на скрипке. Современники пытались объяснить невероятный музыкальный талант Никколо Паганини тем, что якобы тот заключил сделку с дьяволом.
В 1900-х новомодные джаз и блюз называли «дьявольской музыкой», считая «опасной и нечестивой». По легенде, Томми Джонсон был плохим гитаристом, пока не продал свою душу дьяволу в обмен на талант. Позже Роберт Джонсон утверждал, будто обменял свою душу у дьявола ради того, чтобы стать блистательным блюзовым гитаристом.
Изображение Сатаны, идеи и образы, символика сатанизма в настоящее время активно используются при продвижении некоторых музыкальных групп — прежде всего, с целью привлечения внимания к себе (см. эпатаж). Многие группы, играющие в стиле метал (и особенно Блэк-метал), прибегают к символике сатанизма и имени Сатаны, а также других демонов. Известны группы, утверждающие, что включают сатанистов или состоят только из них, в частности, Dissection: